# Gorenje Karteljevo
Gorenje Karteljevo – wieś w Słowenii, w gminie miejskiej Novo mesto. W 2018 roku liczyła 173 mieszkańców. 